# Svante Englund
Karl Svante Ivar Englund, född den 24 december 1935 i Stenstorps församling i Skaraborgs län, död 8 mars 2018, var en svensk ämbetsman.
Svante Englund tog filosofie kandidat-examen 1962. Han var sekreterare i Undervisningsnämnden vid Stockholms universitet 1960–1964 och därefter byrådirektör vid universitetet 1964–1965. Han tjänstgjorde 1965–1971 vid Ecklesiastikdepartementet (från och med 1968 namnändrat till Utbildningsdepartementet): 1965–1969 som departementssekreterare och 1969–1971 som kansliråd. Åren 1971–1976 tjänstgjorde han vid Finansdepartementet, från 1974 som departementsråd. Han var överdirektör och chef för Statens förhandlingsnämnd 1977–1989, generaldirektör och chef för Statens jordbruksnämnd 1989–1991 och generaldirektör och chef för Statens jordbruksverk 1991–1998.